# Séries E3 - Shinkansen

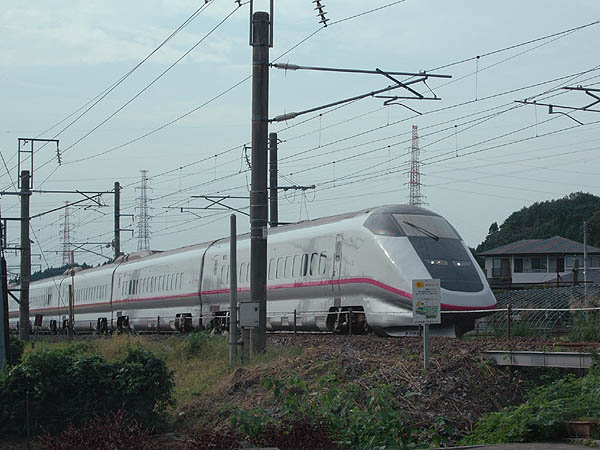
Akita Shinkansen Komachi

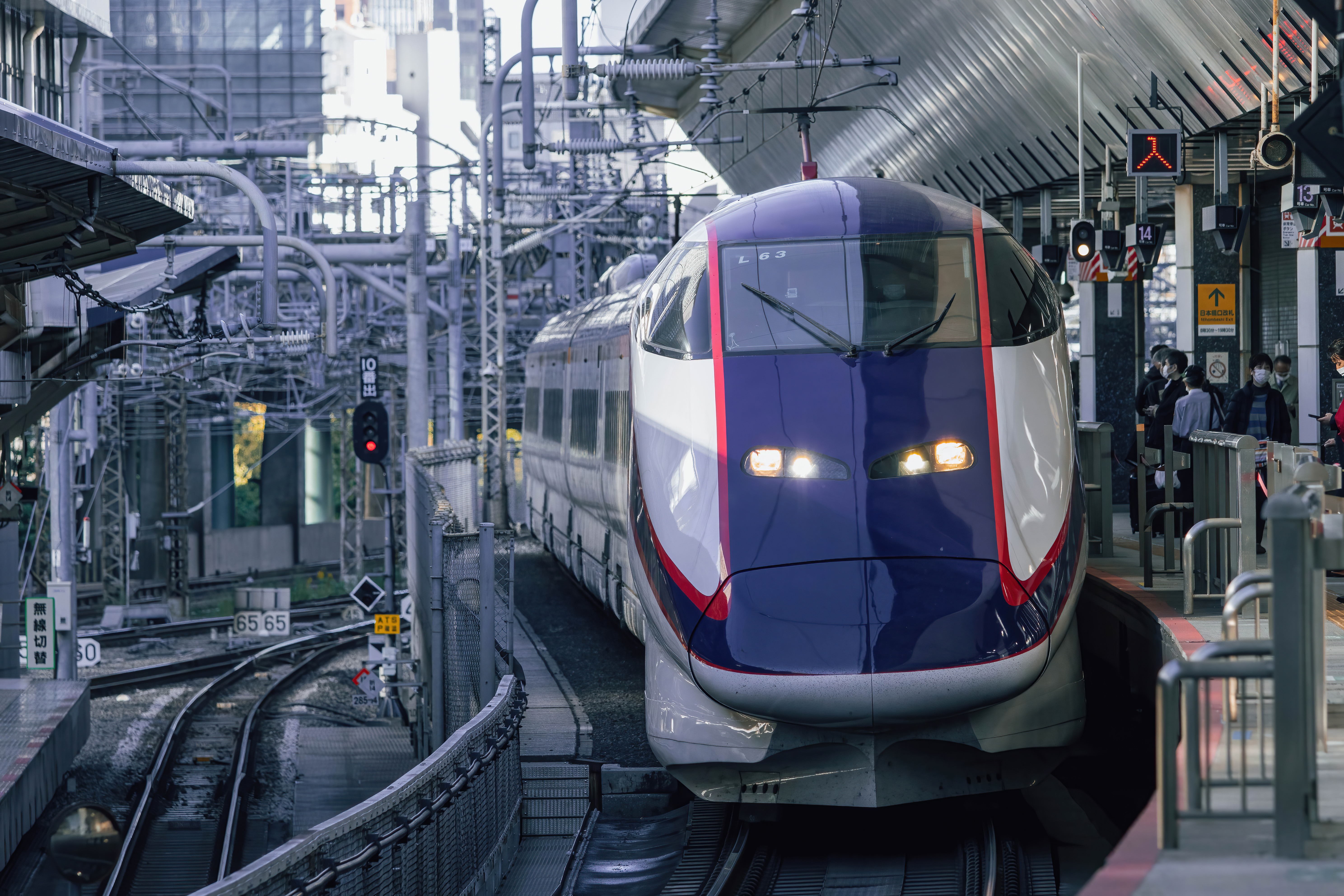
Shinkansen da série E3

Os Shinkansen da série E3 são comboios de alta velocidade japonses construídos para circular na nova linha 'mini-Shinkansen' de Akita Shinkansen, convertida da normal bitola curta de 1,067m, entre Morioka e Akita. Esta linha entronca com a linha principal Tohoku Shinkansen.
Tal como os Shinkansen da série 400, estes comboios foram construídos para uma bitola curta, de modo a caberem nos estreitos túneis dos 'mini-Shinkansen'.
Os primeiros comboios que começaram a ser construídas em 1997 eram unidades de 5 carruagens, mas foram construídas sextas carruagens para serem integradas nas unidades já existentes por volta de 1998. A produção continua, tendo sido entregues um total de 26 AkitaShinkansen até 2005.
Três comboios de sete carruagens foram classificados como E3-1000. Estes são interligados com conjuntos da série 400 nos serviços Yamagata Shinkansen Tsubasa.